# Різник Володимир Васильович
Володи́мир Васи́льович Рі́зник (21 травня) 1940, смт. Поліське, Київська обл.) — український вчений у галузі математики і комбінаторики, винахідник.

## Біографія
- 1962 закінчив Львівський політехнічний інститут: енергетичний факультет,
- 1967 радіотехнічний факультет;
- інженер-енергетик Південного відділення ОРГРЕС, м. Львів (1962—1973);
- інженер-конструктор СП «Спеценергоавтоматика», м.Львів (1973—1981);
- асистент кафедри АСУ Львівського політехнічного інституту (1981), ст.викл. (1985), доцент (1989), професор (1995);
- професор Інституту електротехніки Аграрно-технічної академії в м. Бидгощ, Республіка Польща (1996).

## Освіта
- 1957—1962 — Львівський політехнічний інститут, інженер-теплоенергетик, спеціальність –"Теплоенергетичні установки електростанцій", енергетичний факультет.
- 1964—1966 — Львівський політехнічний інститут (вечірнє відділення), радіоінженер,  спеціальність –"Радіотехніка", радіотехнічний факультет.
- 1980 — кандидат технічних наук., Фізико-механічний інститут АН УРСР. Спеціальність 05.13.01 — технічна кібернетика і теорія інформації. Тема «Ідеальні кільцеві відношення і можливості їх практичного використання», Львів.
- 1994 — доктор технічних наук. Вінницький політехнічний інститут. Спеціальність 05.13.16 — застосування обчислювальної техніки, математичного моделювання і математичних методів в наукових дослідженнях. Тема «Дослідження комбінаторних конфігурацій та їх застосування для синтезу технічних пристроїв і систем з нееквідистантною структурою»

## Професійний досвід
- 1962—1965 — інженер-енергетик Південного відділення «ОРГРЕС», м. Львів.
- 1966—1973 — інженер цеху автоматики Південного відділення «ОРГРЕС», м. Львів.
- 1973—1981 — інженер — конструктор СП «СПЕЦЕНЕРГОАВТОМАТИКА», м. Львів.
- 1981—1985 — асистент кафедри АСУ Львівського політехнічного інституту.
- 1985—1990 — старший викладач кафедри АСУ Львівського політехнічного інституту.
- 1990—1996 — доцент кафедри АСУ Львівського політехнічного інституту.
- 1996 — професор кафедри АСУ

## Професійна виробнича діяльність
- 1962—1965 — налагоджувальні роботи обладнання енергоблоків на території СРСР.
- 1966—1973 — бригадний інженер, завідувач лабораторії електронного моделювання південного відділення «ОРГРЕС», м. Львів.
- 1973—1981 — інженер-конструктор КБ-1 СПП «Спеценергоавтоматика» (м. Львів).

## Педагогічна діяльність
- Розробка та викладання навчальних курсів: «Експериментальні дослідження в АСУ», «Основи дискретної математики», «Математичні моделі інформаційних процесів і управління», «Моделювання систем», «Проектування АСНД і комплексних випробувань», «Основи системного аналізу об'єктів і процесів комп'ютеризації», «Основи наукових досліджень», «Проектування інтегрованих АСУП», «Вища освіта України і Болонський процес», «Математичне та програмне забезпечення багатопроцесорних обчислювальних систем», «Теорія керування», «Основи промислової автоматики», «Методи аналізу та оптимізації складних систем», «Комбінаторні методи оптимізації систем», «Основи управління економічними та соціальними системами».
- Керівництво дисертантами, підготував 4 кандидатів наук. Курси, які викладає на даний час: «Математичні моделі синтезу та оптимізації систем», «Методи ділових комунікацій», «Інформаційні телекомунікаційні технології». Наукові інтереси: багатовимірні інформаційні та комунікаційні технології, комбінаторні методи оптимізації систем, моделі багатовимірних систем інтелекту, синтез завадостійких кодів, опрацювання великих даних в просторових системах координат. Публікації: понад 450 наукових праць, у тому числі 6 монографій, 2 навчальні посібники з грифон МОН України, 46 винаходів.

## Громадська та міжнародна діяльність
- 2003 — рецензент публікацій у Міжнародному інституті інформатики і систематики (Орландо, США);
- 2011 — експерт Міжнародних науково-практичних конференцій в рамках програми проекту Міжнародної Академії Наук та Вищої Освіти (Лондон, Велика Британія) «Чемпіонат світу, континентальні, національні та регіональні першості з наукової аналітики»
- 2021 — рецензент наукових журналів (WSEAS, NAUN), включених до наукометричної бази SCOPUS.

## Членство
- 1967—1973 — голова Українського товариства охорони пам'ятників історії та культури (Півд.відд. «ОРГРЕС», м. Львів)
- 1989—1997, НРУ (м. Львів)
- 1996 — Наукове товариство ім. Т.Шевченка
- 1997—1998, Інститут Інженерів Електриків (IEE), Велика Британія; 1998—1999, Міжнародна наукова організація Euromicro Association, Нідерланди
- 1999—2000, Товариство промислової і прикладної математики SIAM (США)
- 2002—2005, Польське товариство теоретичної і прикладної електротехніки (м. Бидґощ)
- 2005–  Польське акустичне товариство (м. Ґданськ);
- 2021-, Дійсний член наукової організації «Центр українсько-європейського наукового співробітництва» (Україна і держави Європейського Союзу).

## Відзнаки, премії
- 1966—1981, за раціоналізаторську та винахідницьку діяльність (нагрудні знаки (1977, 1978)
- 1991 — премія МВССО України за навчальний посібник «Комбінаторні моделі та методи оптимізації в задачах інформатики»
- 1995–2000 рр. — ряд індивідуальних грантів для участі в наукових конференціях Чеської Республіки, Польщі, Великобританії, Німеччини, США
- 1997 — грант Німецької служби академічних обмінів (DAAD) на стажування (Мангеймський університет, Німеччина).

## Монографії і посібники
- Комбінаторна оптимізація багатовимірних систем. Моделі багатовимірних систем інтелекту. - Львів: Видавництво Львівської політехніки, 2019. 168 с.
- Синтез оптимальних комбінаторних систем. — Львів: Вища школа, 1989.- 168 с.
- Оптимальные комбинаторные модели систем с кольцевой структурой.- К.: Рукоп. деп. в Укр. НИИНТИ, № 301, 1989.- 201 с.
- Комбінаторні моделі і методи оптимізації в задачах інформатики: Навч. посібник. — К.: НМК ВО, 1991.- 72 с.
- Елементи теорії впорядкованих комбінаторних наборів: Навч. посібник. — К.: НМК ВО, 1992.- 88 с.

Вибрані публікації:
- Об одном методе оптимального построения дискретных систем //Электроника и моделирование.- К.: Наукова думка, вып. 8, 1975.
- Комбінаторні моделі систем на в'язанках чисел. — К.: Препринт/ Інститут теоретичної фізики АН УРСР, ІТФ-89-47Р, 1989.
- «Multi-dimensional Systems Based on Perfect Combinatorial Models», IEE, Multidimensional Systems: Problems and Solutions, #225, London, 1998.